# Huang Lü
Huang Lü, född 1769, död 1829, var en kinesisk optiker. Hon var den första kvinnan i Kina som var aktiv inom optik och fotografiska bilder. 
Hon var född i Renhe i Zhejiang. Hon var dotter till ämbetsmannen Huang Chao. Hennes syster Huang Xun var diktare. Hon studerade vetenskap som astronomi och aritmetik. Vid denna tid introducerades västerländsk optisk i Kina, och hon intresserade sig för ämnet och blev bekant med Zheng Fuguang, som hade studerat det. Hon lyckades konstruera ett teleskop och prototypen till en kamera. Hon tillverkade också andra instrument, så som en termometer. 
Utöver sina vetenskapliga intressen diktade hon och komponerade musik. Chen Wenshu (1775–1845) beskrev henne som "en extremt begåvad kvinna inom varje aspekt av konst och teknologi" i sitt poem "Tianjing ge yong Huang Yingqin".